# Johann Baptist Keune
Johann Baptist Keune (né à Trèves le 27 novembre 1858, mort dans la même ville le 12 janvier 1937) est un archéologue et philologue allemand qui partagea son activité entre Trèves et Metz en Lorraine annexée.

## Biographie
Après des études d'archéologie à Marbourg, Bonn et Vienne, Johann Baptist Keune enseigne au lycée Frédéric-Guillaume de Trèves (de) et travaille parallèlement comme attaché scientifique bénévole au Provinzialmuseum de cette ville. 
En 1892, il accepte un poste de professeur au lycée de Montigny-lès-Metz en Lorraine annexée et devient en 1896 conservateur, puis directeur en 1899 du musée municipal de Metz. Il  y développe l'archéologie romaine de Metz (l'antique Divodurum) et plus généralement l'archéologie de la Moselle annexée et de ses marges.
En 1901, il réalise ainsi les fouilles du site du "Briquetage de la Seille" de Burthécourt (Salonnes, Moselle), à l'occasion du 33e congrès de la Société allemande d'Anthropologie, d'Ethnologie et de Préhistoire  de Berlin, qui se tient à Metz.
Pendant la Première Guerre mondiale, les autorités allemandes le chargent de la protection des biens culturels dans l'arrière-front entre Meuse et Vosges.
Expulsé en 1919 par l'administration française, Keune reprend une nouvelle carrière scientifique au Landesmuseum de Trèves, où il travaillera jusqu'à sa mort, en janvier 1937.

## Publications
- "Zu Geschichte von Metz in römischer Zeit", Jahrbuch der Gesellschaft für lothringische Geschischte und Altertumskunde, X, 1898, p. 1-71.
- "Die Erforschung das Briquetagegebietes", Correspondenz-Blatt der deutschen Gesellschaft für Anthropologie, Ethnologie und Urgeschichte, XXXII, 11-12, 1901, p. 119-125.
- "Das Briquetage im oberen Seillethal", Jahrbuch der Gesellschaft für lothringische Geschischte und Altertumskunde, XIII, 1901, p. 366-394.
- "Das Briquetage im oberen Seillethal", Westdeutsche Zeitschrift für Geschichte und Kunst, XX, 1901, p. 227-242.
- Metz: ein Rundgang durch die Stadt unter besonderer Berücksichtigung ihrer Geschichte und Sammlungen, Lupus, Metz 1907.
- Lothringen und seine Haupstadt, (mit René Bour), Even, Metz 1913.
- Metz, seine Umgebung, und die Schlachtfelder bei Metz: Führer für die Teilnehmer an der Generalversammlung der Katholiken Deutschlands, Even, Metz 1913.
- Pfalzel an der Mosel: Geschichte und Führer, Hoffmeister, Trier 1927.
- Führer durch Trier und seine Kirchen mit ihren Heiligtümern, (mit R. P. Weber), Paulinus-Druckerei, Trier 1933.